# L'Armure (nouvelle)
L’Armure est une nouvelle de Marcel Aymé, parue dans La Revue des vivants en 1933.

## Historique
L’Armure est une nouvelle de Marcel Aymé, parue dans La Revue des vivants no 12, en décembre 1933.

## Résumé
Revêtu de son armure et imitant la voix du roi, Gantus, le grand connétable, a lutiné la reine un soir d'automne. Sur son lit de mort, il avoue son forfait au roi...